# Dennis Orcollo
Dennis Orcollo (* 28. Januar 1979 in Bislig, Surigao del Sur) ist ein philippinischer Poolbillardspieler.

## Karriere
Seine ersten großen Erfolge feierte er 2006, als er in unter anderem die Reno Open und die World Pool League gewann. 
2007 schaffte er es bis ins Finale der 8-Ball-WM, wo er jedoch seinem Landsmann Ronato Alcano unterlag. Auch bei der WM im 14 und 1 endlos schaffte er es bis ins Viertelfinale, wo er jedoch gegen den späteren Sieger Oliver Ortmann verlor. Auch 2008 konnte er mit den Qatar World Open im 9-Ball bereits ein hochdotiertes Turnier gewinnen.
Beim World Cup of Pool 2009 erreichte er gemeinsam mit Ronato Alcano als Team Philippinen 1 das Halbfinale. Ein Jahr später gewann er das World Pool Masters 2010. Ein weiteres Jahr darauf gewann er die 8-Ball-WM. Bei der 9-Ball-WM 2011 gelang ihm der Sprung bis ins Halbfinale, wo er gegen Landsmann Ronato Alcano unterlag.
2012 und 2014 erreichte Orcollo das Finale der US Open im 9-Ball, verlor aber jeweils gegen den Amerikaner Shane van Boening.
2013 gewann er gemeinsam mit Lee Van Corteza den World Cup of Pool. 2014 schieden sie im Viertelfinale gegen Finnland aus.